# Lago Ober (Lago del Rey)
El lago Ober, en alemán Obersee, es un lago de montaña natural de los Alpes de Berchtesgaden en la Alta Baviera, sur de Alemania.

## Descripción
El área de captación del lago se extiende sobre 38 km², con una profundidad media de 29,60 m y un máximo de 51 m tiene un volumen de agua de 16.855.000 m³. Con una longitud de 1,32 km, un ancho de 0,42 km y una circunferencia de 3,5 km cubre una superficie de agua de 57 hectáreas. El lago está situado a una altitud de 613,1 metro sobre el nivel del mar.
El lago está separado del Lago del Rey, situado al norte por un muro de morrena,  que se estima tiene una longitud de 700 m, una altura de 800 m y 320 m de altura. Los escombros de un deslizamiento de tierra que en 1172 todavía son visibles hoy en forma de enormes bloques en el bosque aluvial del fondo del valle y el Aualmen de Saletalm.
En la orilla al sur se encuentra una cabaña de pescadores de 500 años de antigüedad, que está abierta el público entre mayo y octubre.
El lago no cuenta con ninguna isla y a los lados se alzan paredes de roca de 1000 m de altura, mientras que en la orilla sur el terreno se eleva suavemente. Desde el Röthwand de 470 m de altura que se eleva detrás de él, el Röthbachfall cae sobre el Almboden, y desde la pared torácica hacia el norte, el Landtalgraben. Los arroyos se unen y se filtran en el Fischunkel, la parte más trasera del valle, y fluyen bajo tierra hasta el Obersee.
El Obersee alimenta al lago del Rey por medio de un arroyo de unos 600 m de longitud, que se llama Saletbach. A mitad de camino entre ambos lagos, el arroyo se ensancha hacia el sur hasta el pequeño Mittersee. Este tiene es aprox. 110 m de largo y 60 m de ancho, con un tamaño de solo 0,44 hectáreas. El nivel del agua está situado a un altura de 608 sobre el nivel del mar.
Desde la creación del parque nacional de Berchtesgaden el 1 de agosto de 1978 ya no se permite la pesca. En la actualidad, en el Obersee se pueden encontrar numerosas especies de peces, entre las que se encuentran, en particular, el char y la trucha.

## Galería de imágenes

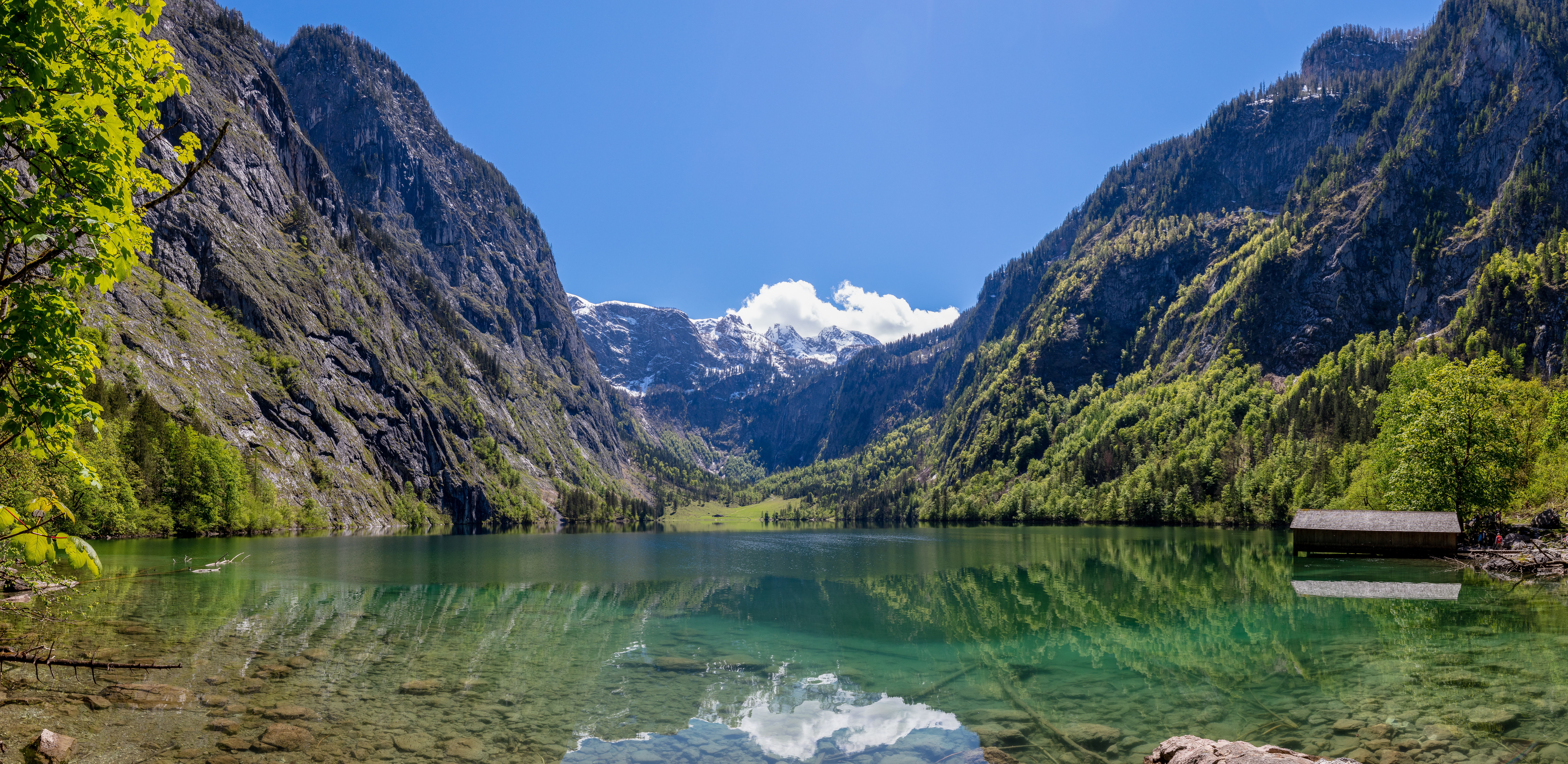
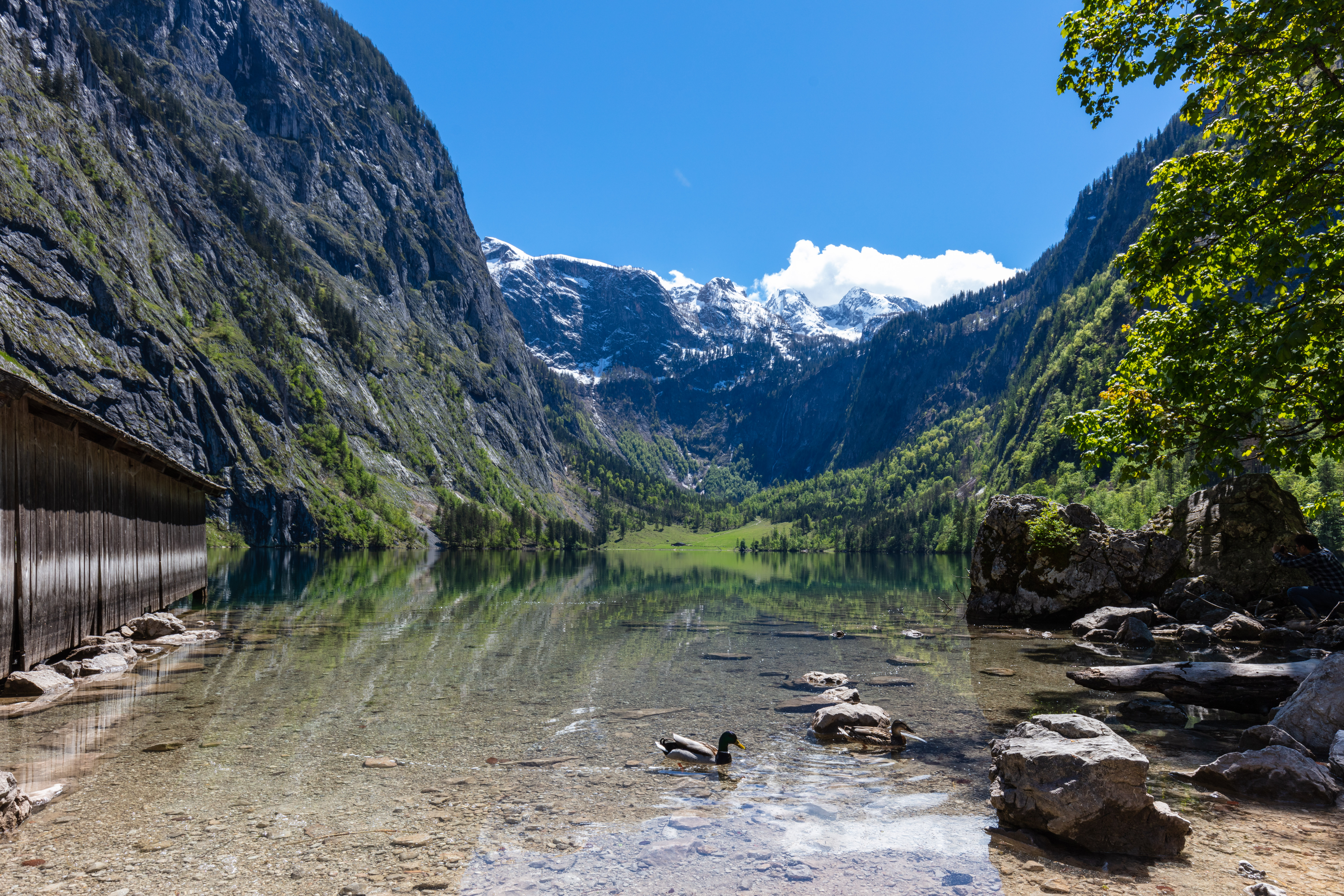
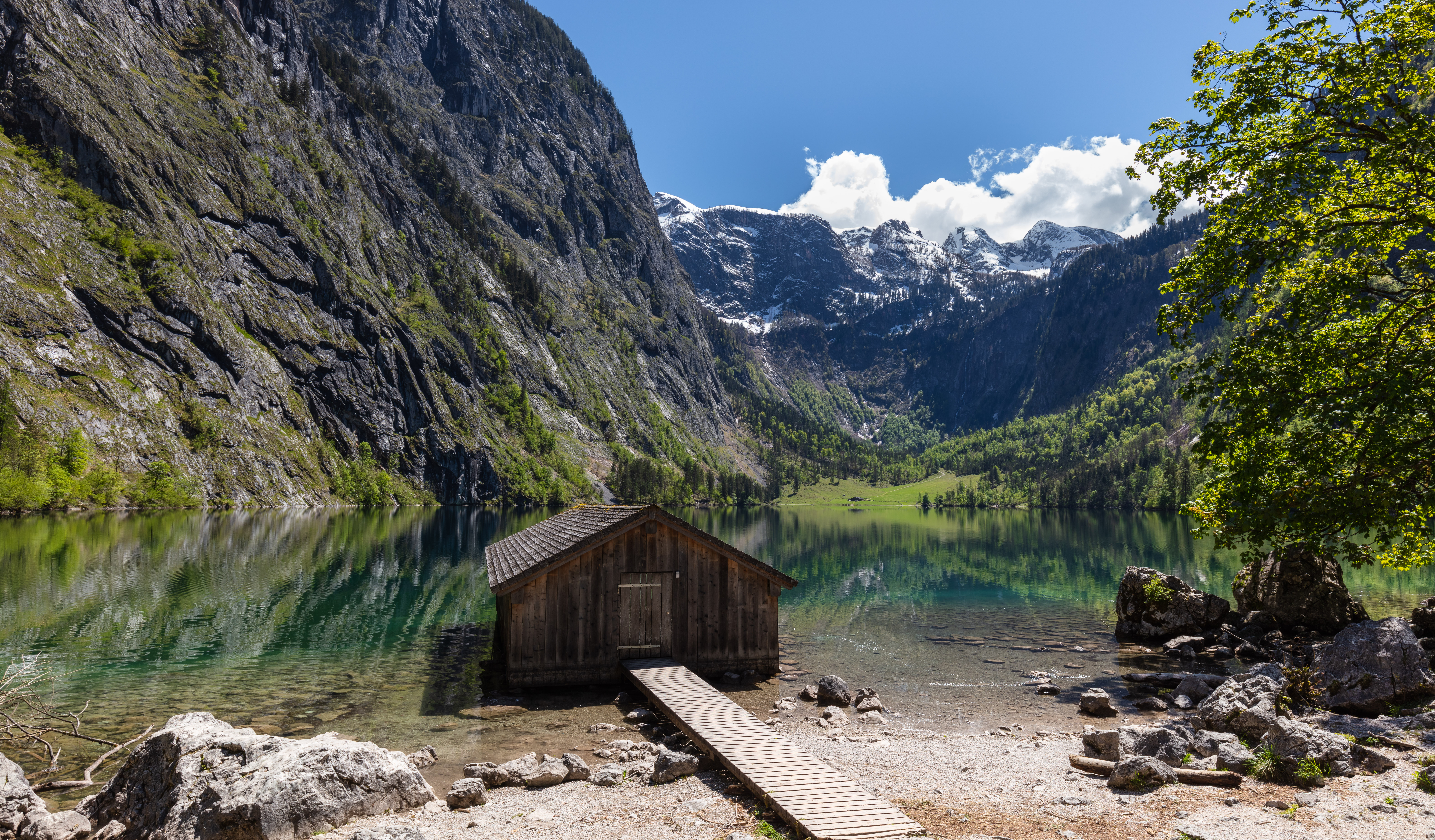
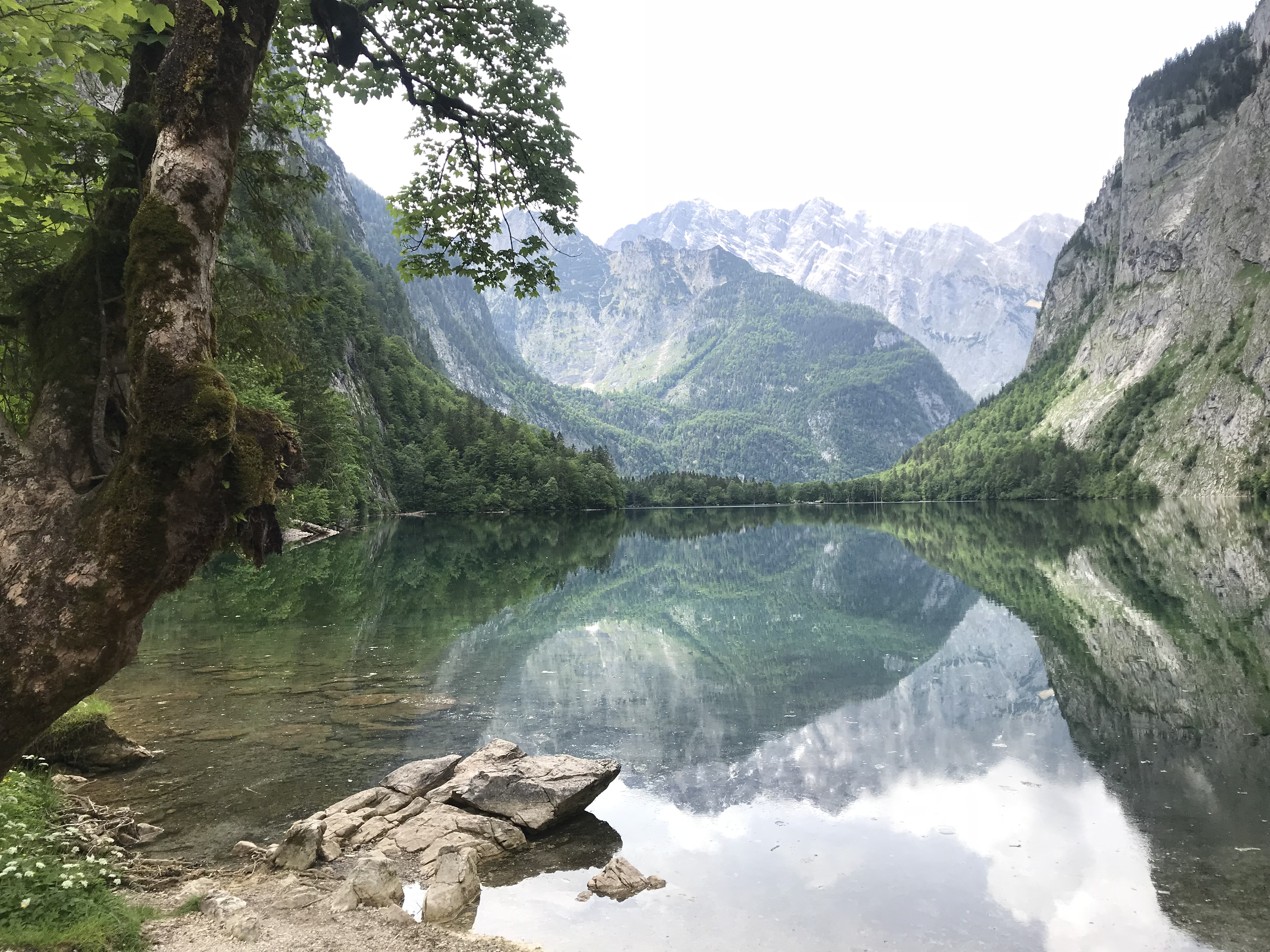
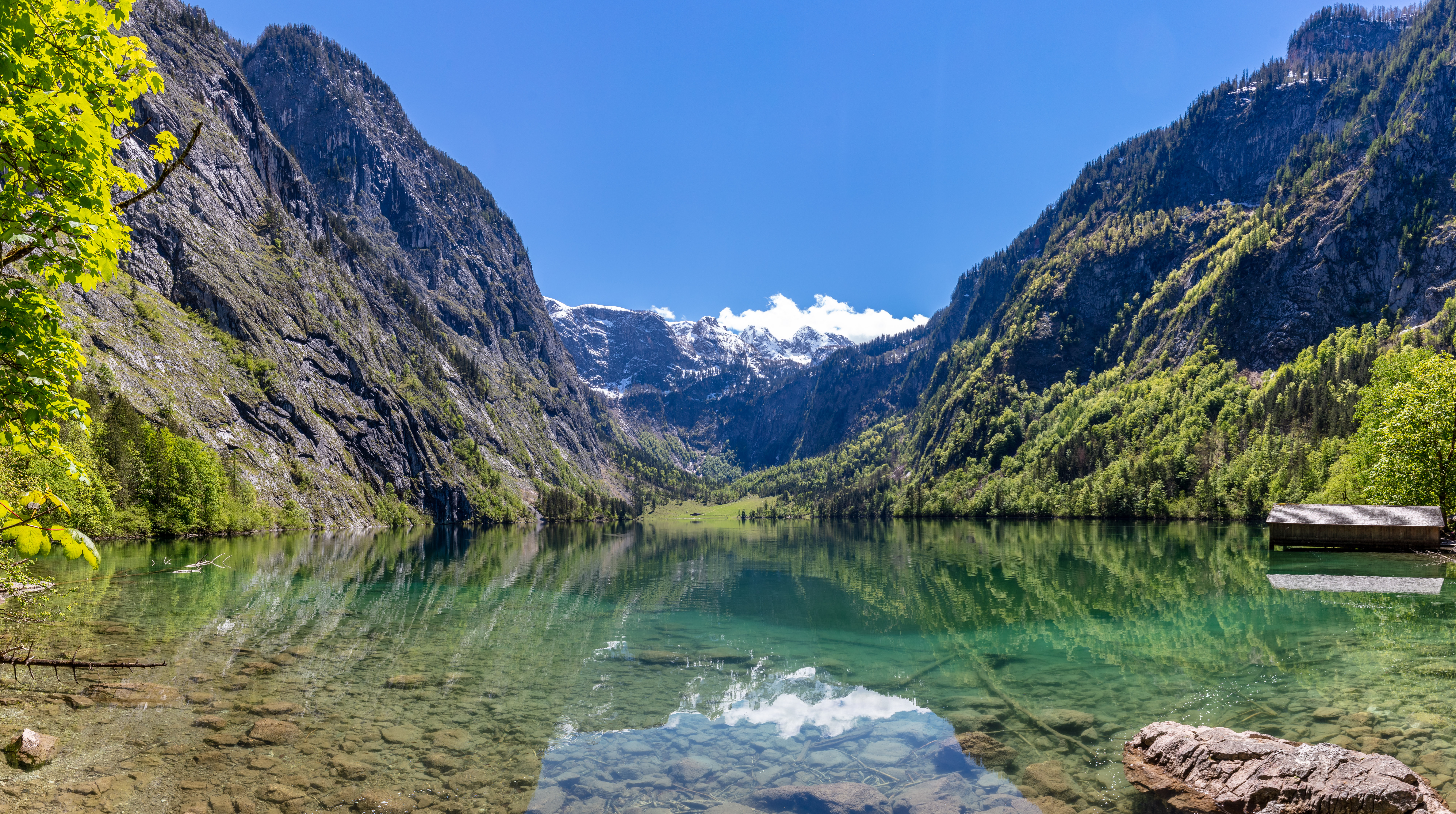